# Anaís Salazar
Anaís Salazar (née comme Ana Isabel Salazar le 26 juillet 1974 à Culiacán) est une actrice et animatrice de télévision mexicaine.

## Filmographie

### Programmes
- Telejuegos
- Hoy (Televisa) - Animatrice

### Télénovelas
- 1995 : Bajo un mismo rostro (Televisa)
- 1996-1997 : Tú y yo (Televisa) : Silvia
- 1997-1998 : Huracán (Televisa)
- 1998 : El privilegio de amar (Televisa) : Gisela
- 2006 : La fea más bella (Televisa) : Elle-même
- 2006-2007 : Código postal (Televisa) : Amanda Montero
- 2007-2008 : Pasión (Televisa) : Manuela Lafont y Espinosa
- 2009 : Camaleones (Televisa) : Evangelina de Márquez
- 2011-2012 : La que no podía amar (Televisa) : Mercedes Durán

### Séries
- 2005 : Vecinos (Televisa) : Mariana